# Irene Cacciapuoti
Irene Cacciapuoti (Buenos Aires, 26 marzo 1981) è un'ex cestista argentina.

## Carriera
Con l'Argentina ha disputato i Campionati americani del 2003.